# Избашешти (Арђеш)
Избашешти (рум. Izbășești) насеље је у Румунији у округу Арђеш у општини Столничи. Oпштина се налази на надморској висини од 204 m.

## Становништво
Према подацима из 2002. године у насељу је живело 396 становника, од којих су сви румунске националности.